# Badische Staatsbrauerei Rothaus

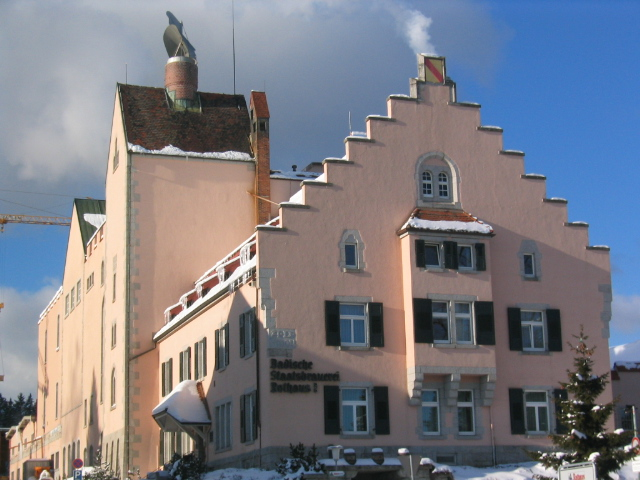
Verwaltungsgebäude der Rothaus-Brauerei mit der dahinter stehenden Mälzerei

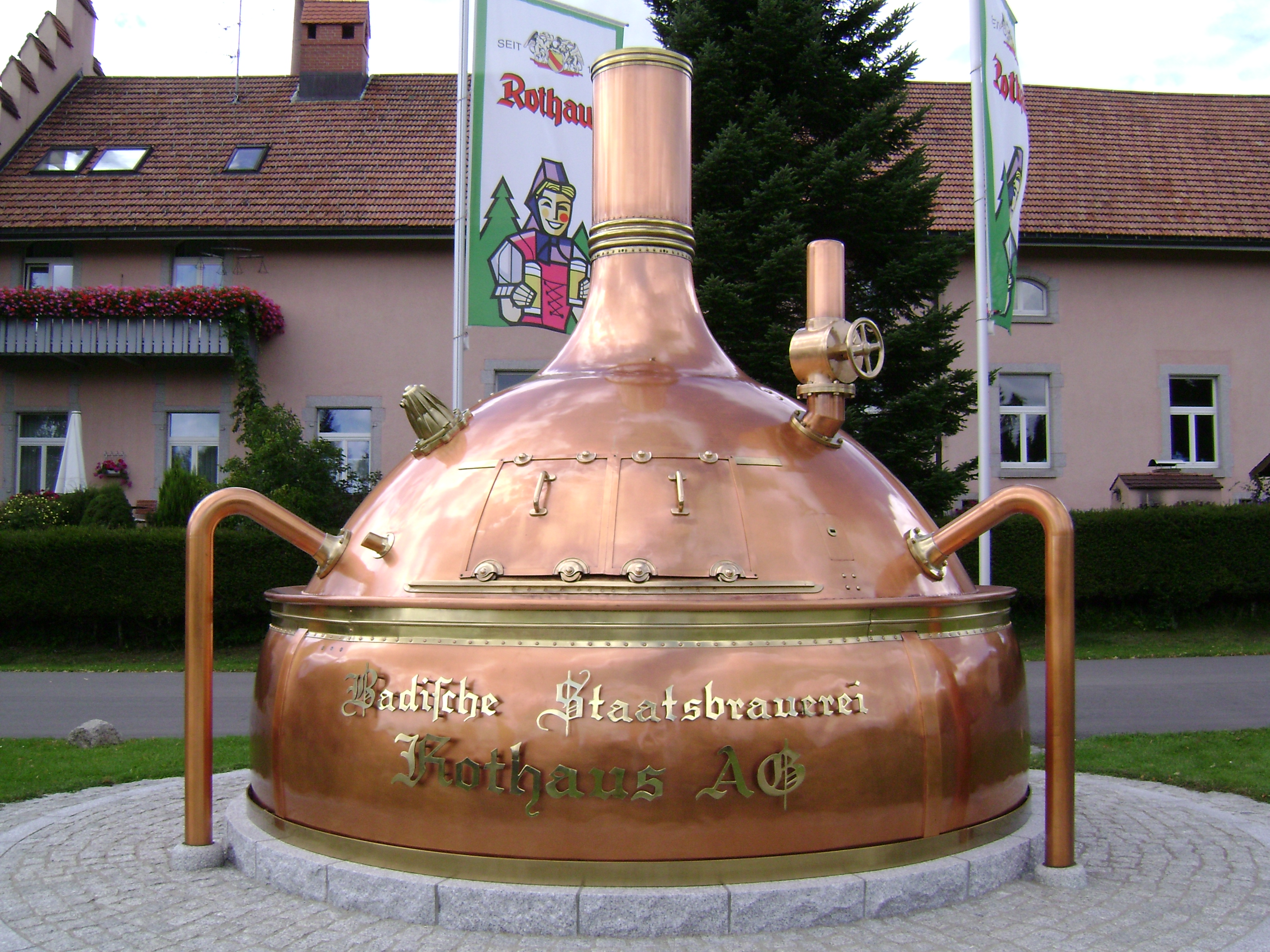
Kessel vor dem Brauereigelände

Die Badische Staatsbrauerei Rothaus AG ist eine Brauerei mit Sitz in Rothaus, einem Ortsteil von Grafenhausen, der im Südschwarzwald in rund 1.000 Metern über NN unweit des Schluchsees liegt. Sie befindet sich im Eigentum der landeseigenen Beteiligungsgesellschaft des Landes Baden-Württemberg. Die Brauerei Rothaus erlebte in den 1990er Jahren einen rasanten Aufschwung und setzt mittlerweile zehn Prozent ihrer Bierproduktion außerhalb von Baden-Württemberg ab.
Aufsichtsratsvorsitzender ist der Minister für ländlichen Raum und Verbraucherschutz des Landes Baden-Württemberg Peter Hauk (CDU).

## Geschichte
Das Rot in „Rothaus“ geht auf die Patrizierfamilie Roth aus dem Klettgau zurück, die sich um 1300 in Grafenhausen niedergelassen hatte und 1340 mit dem Bau des Rothen Hauses begann. Ein gewisser Michael Kaiser erwarb das Haus um das Jahr 1660, bekam vom Benediktinerkloster St. Blasien das Schankrecht verliehen und nutzte es fortan als Gasthaus. Das Kloster erwarb das Gasthaus über 100 Jahre später und ersetzte es durch einen Neubau mit derselben Funktion.
Unter Fürstabt Martin Gerbert beschloss der Mönchsrat zum Jahresende 1790, im Januar 1791 mit ersten Brauversuchen zu beginnen. Gerbert beabsichtigte damit, seine Reichsherrschaft Bonndorf gegenüber dem benachbarten Fürstentum Fürstenberg aufzuwerten, das bereits seit dem 13. Jahrhundert das Braurecht besaß, aus dem später die Fürstlich Fürstenbergische Brauerei hervorgehen sollte. Zudem war die Brauerei eine Maßnahme der Wirtschaftsförderung, mit der das angeblich überteuerte Bier aus Donaueschingen abgewehrt und Arbeitsplätze geschaffen werden sollten. Glaubt man dem Volksmund, so wollten die Mönche jedoch den Schwarzwäldern das Schnapstrinken abgewöhnen.

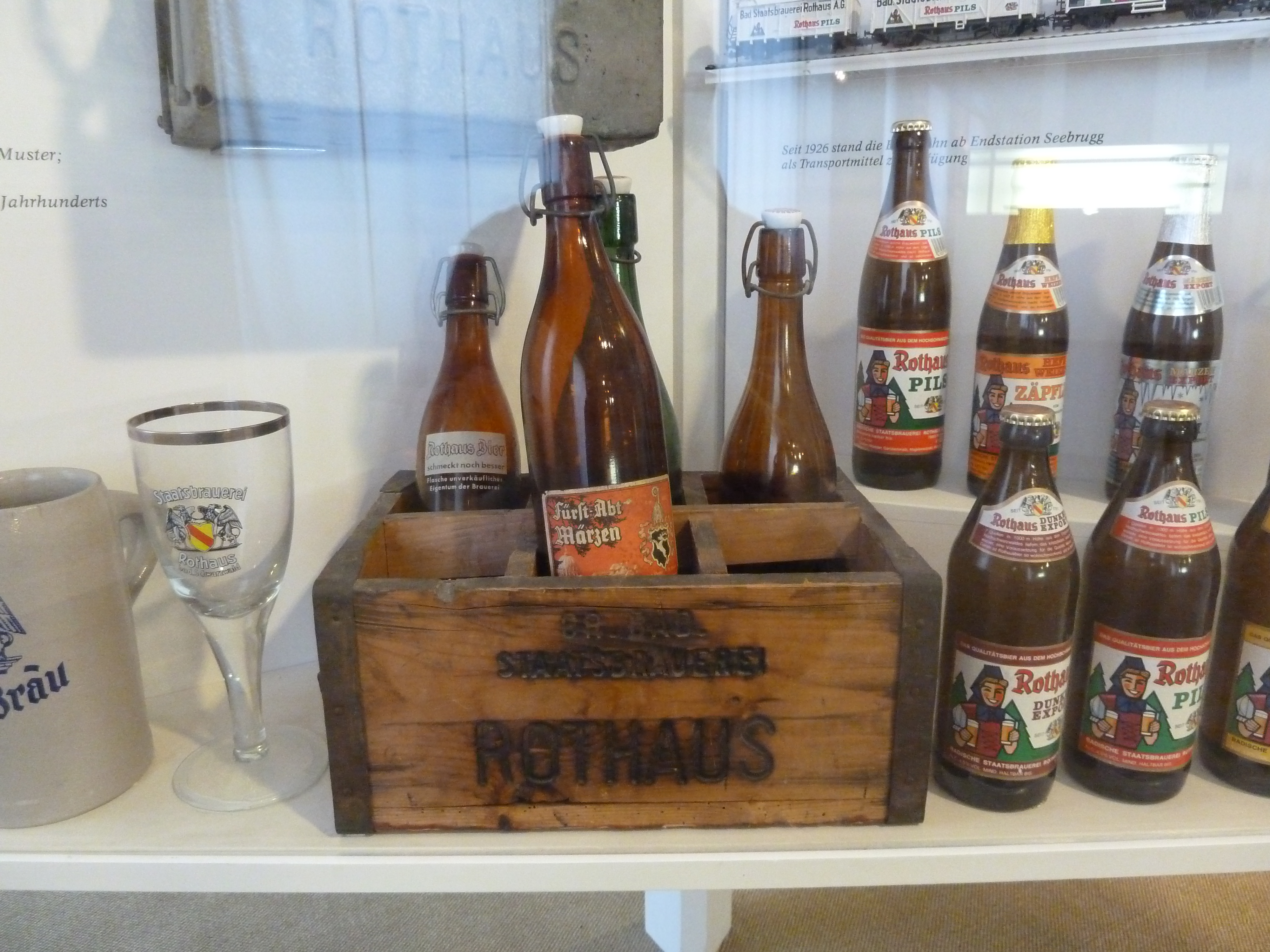
Ausstellung im Kreismuseum St. Blasien, seltene „Fürstabt Märzen“ Flasche

Bezogen auf die Herrschaftsgebiete St. Blasien und Bonndorf lag der Standort an einer verkehrsgünstigen Stelle inmitten großer Wälder und in der Nähe von ergiebigen Wasservorkommen, so dass man 1792 mit dem umfassenden Braubetrieb beginnen konnte. Das Brauwasser wird noch heute aus sieben betriebseigenen Quellen gewonnen. Durch die Säkularisation gingen das Kloster und sein Besitz 1806 an das Großherzogtum Baden über, ab diesem Zeitpunkt führte die Brauerei den Namen Großherzoglich Badische Staatsbrauerei Rothaus.
Der Name Badische Staatsbrauerei Rothaus, den die Brauerei seit der Abschaffung der Monarchie als Folge der Novemberrevolution von 1918 führt, blieb erhalten, als die Eigentumsrechte an das Land Baden-Württemberg, den Nachfolger des Landes Baden, übergingen. Seit 1922 hat das Unternehmen die Rechtsform einer Aktiengesellschaft, deren Anteile heute zu 100 Prozent von der Beteiligungsgesellschaft des Landes Baden-Württemberg mbH gehalten werden.
Zwischen 1920 und 1933 war Max Jäger, der spätere Oberbürgermeister der Stadt Rastatt, Direktor der Rothaus-Brauerei.
Die Marke „Tannenzäpfle“ kam 1956 auf den Markt. Ins Leben gerufen wurde sie durch den damaligen Brauereidirektor Edwin Nägele. In der traditionell männlich dominierten Bierwelt wirkte der Markenname zunächst ungewohnt. Statt des üblichen männlichen „Kenners“, wie man ihn häufig auf Spirituosenetiketten als Symbol von Kompetenz fand, prägte hier eine junge Frau das Erscheinungsbild. Auch die handliche Flaschengröße von 0,33 Litern stellte eine Besonderheit dar, da Bierflaschen zu jener Zeit meist ein Volumen von 0,75 Liter und einen Bügelverschluss aufwiesen. Gerade wegen dieser Merkmale gewann das Tannenzäpfle rasch an Popularität und entwickelte sich zum Aushängeschild der Brauerei.
Im Frühjahr 1965 wurde Hans Pfender zum Alleinvorstand bestellt, nachdem Edwin Nägele nach 15 Jahren an der Spitze der Brauerei in den Ruhestand ging. 1966/1967 stieg der wachsende Preisdruck im Flaschenbierhandel. Die unmittelbaren Konkurrenzbrauereien senkten teilweise kräftig ihre Bierpreise. Hans Pfender notierte dazu im Geschäftsbericht des Jahres 1966/1967: „Im Hinblick auf die Erhaltung einer guten Rentabilität hat sich die Staatsbrauerei an dieser Hektoliterjagd nicht beteiligt.“ Diese Aussage spiegelt eine Strategie wider, die das Unternehmen bis heute nach eigener Aussage verfolgt, nämlich Rothaus lege Wert auf Qualität und moderne Brautechnologie.
Im Jahr 1972 entwarf der Grafiker Roland Jenne drei neue Varianten für das Flaschenetikett, von denen eines die Grundlage für das heutige Erscheinungsbild der Biermarke wurde. Seitdem präsentiert sich das Motiv klarer, reduzierter und konzentrierter. Charakteristisch sind die markante, breite Konturlinie sowie der bewusste Verzicht auf kleinteilige Binnenzeichnungen. Flaschengröße, Ausstattung und Markendesign blieben über die Jahrzehnte unverändert.
Unter Vorstandschef Norbert Nothhelfer, der zuvor Regierungspräsident in Freiburg war, verdoppelte Rothaus seinen Bierausstoß in einem insgesamt schrumpfenden Markt in den 1990er Jahren. Die Kapazität wurde auf eine Million Hektoliter pro Jahr ausgebaut. 1992 erwarb Rothaus vom Land Baden-Württemberg die Konstanzer Dominikanerinsel einschließlich des darauf befindlichen Inselhotels, welches an die Steigenberger Hotel Group verpachtet ist. Am 1. Oktober 2004 wurde Thomas Schäuble, vormaliger Innenminister von Baden-Württemberg, Vorstand der Brauerei.
Im Geschäftsjahr 2006 lag die Produktionsmenge bei 937.000 Hektolitern und der Umsatz bei 88,2 Millionen Euro. Etwa 90 Prozent des Bierausstoßes setzte das Unternehmen in Baden-Württemberg ab, Rothaus ist nach Eichbaum die zweitgrößte Brauerei im Bundesland.
Ende 2007 erwarb Rothaus das neben dem Brauereiareal gelegene Hotel und richtete dort einen Fanshop ein. Auf einem rund einen Hektar großen Areal entstand ein kleiner Erlebnispark mit dem 2008 eröffneten Zäpfleweg und einem Spielplatz. Zudem wurde die Landesstraße 170 verlegt und ein Kreisverkehr errichtet, um durch den geschaffenen Abstand zur Straße als Ausflugsziel attraktiver zu werden. 2020 waren in Rothaus und den zwei brauereieigenen Vertriebsniederlassungen insgesamt 229 Mitarbeiter beschäftigt.
Nachdem Thomas Schäuble schwer erkrankt war, übernahm Baden-Württembergs Ex-Finanzminister Gerhard Stratthaus am 5. September 2012 die Leitung der Brauerei.
Seit dem 1. Juli 2013 wird das Unternehmen von Alleinvorstand Christian Rasch geführt. Rasch ist der erste Nichtpolitiker seit mehreren Jahrzehnten, der die Leitung der Staatsbrauerei innehat. Als die gängige Praxis früherer CDU-geführter Landesregierungen (und auch noch der neuen grün-roten Regierung), Führungspositionen bei Landesunternehmen mit ehemaligen Politikern zu besetzen, in der Öffentlichkeit zunehmend auf Kritik stieß, veranlasste der grüne Agrarminister Alexander Bonde für diesen Posten erstmals eine Stellenausschreibung, für die das Unternehmen den Schweizer Headhunter Egon Zehnder engagierte. Rasch war seit 2008 Vertriebs- und Marketingdirektor bei der Stuttgarter Hofbräu und ab 2010 zusätzlich Sprecher der Geschäftsleitung. Die Stuttgarter Zeitung bezeichnete den Wechsel von Rasch von Hofbräu zu Rothaus aufgrund der Umstände als „spektakulär“.
Im Jahr 2014 wurde im Hotelgebäude die Rothaus GenussWelt, eine Tochtergesellschaft der Brauerei eröffnet. Sie bietet Ihren Gästen im Restaurant regionale Spezialitäten an und lädt im Biergarten zum Verweilen ein. Die Rothaus GenussWelt informiert mit Ihrer ZäpfleHeimat, sowie den Brauereibesichtigungen die Besuchenden über die Geschichte des Unternehmens sowie über das Brauverfahren und zeigt die Maßnahmen von Rothaus als Beitrag zu einer klimaneutralen Zukunft.
Im Jubiläumsjahr 2016 (225 Jahre Rothaus, 60 Jahre Tannenzäpfle) entwarf der Künstler Stefan Strumbel im Auftrag der Brauerei zwei 15 Meter hohe Fichtenzapfen aus Cortenstahl, die neben dem Kreisverkehr vor der Brauerei aufgestellt wurden. Das Kunstwerk trägt den Namen: „Verstehen ist das Gefühl von Heimat“.

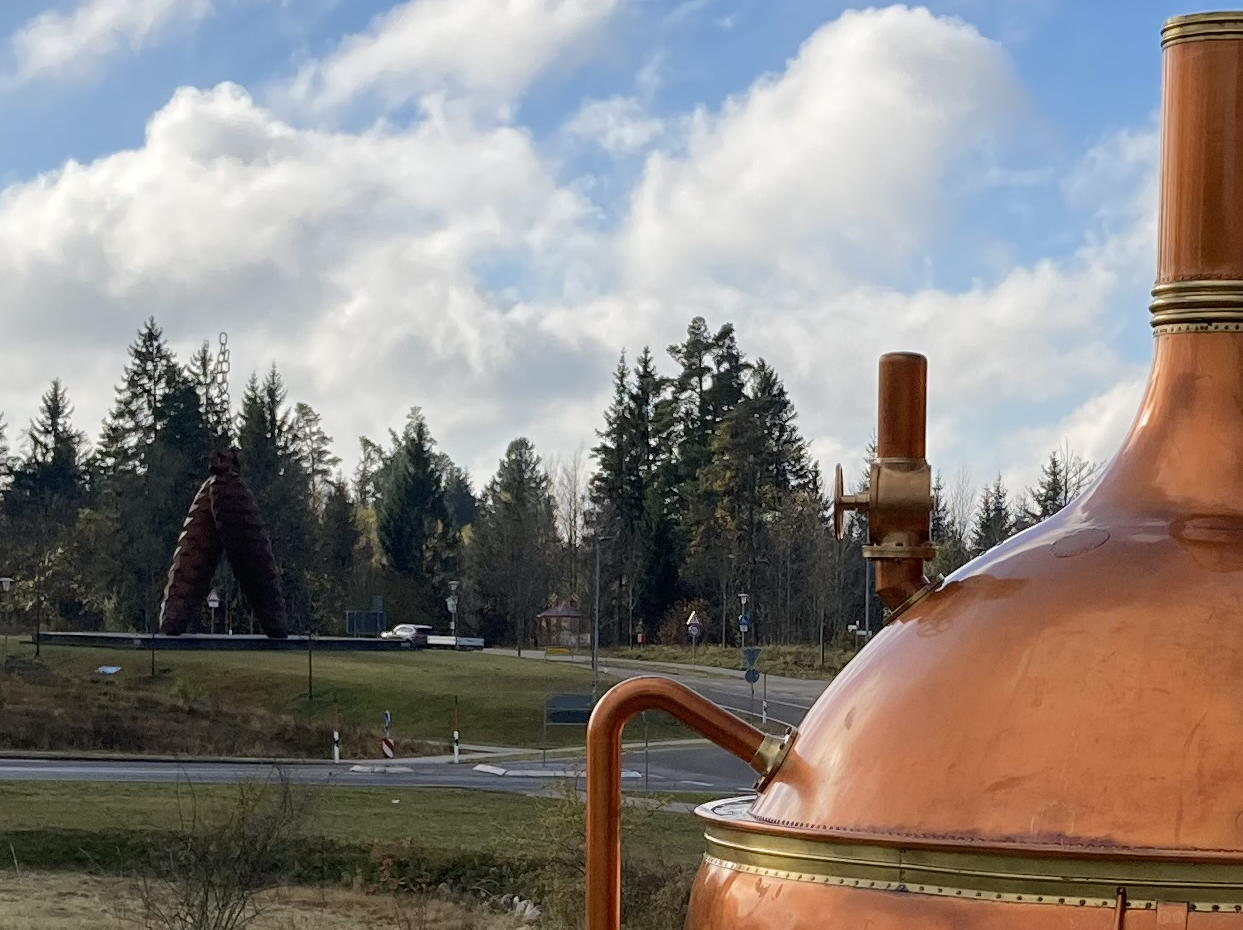
Kreisverkehr und Fichtenzapfen-Kunstwerk

## Produkte (Auswahl)

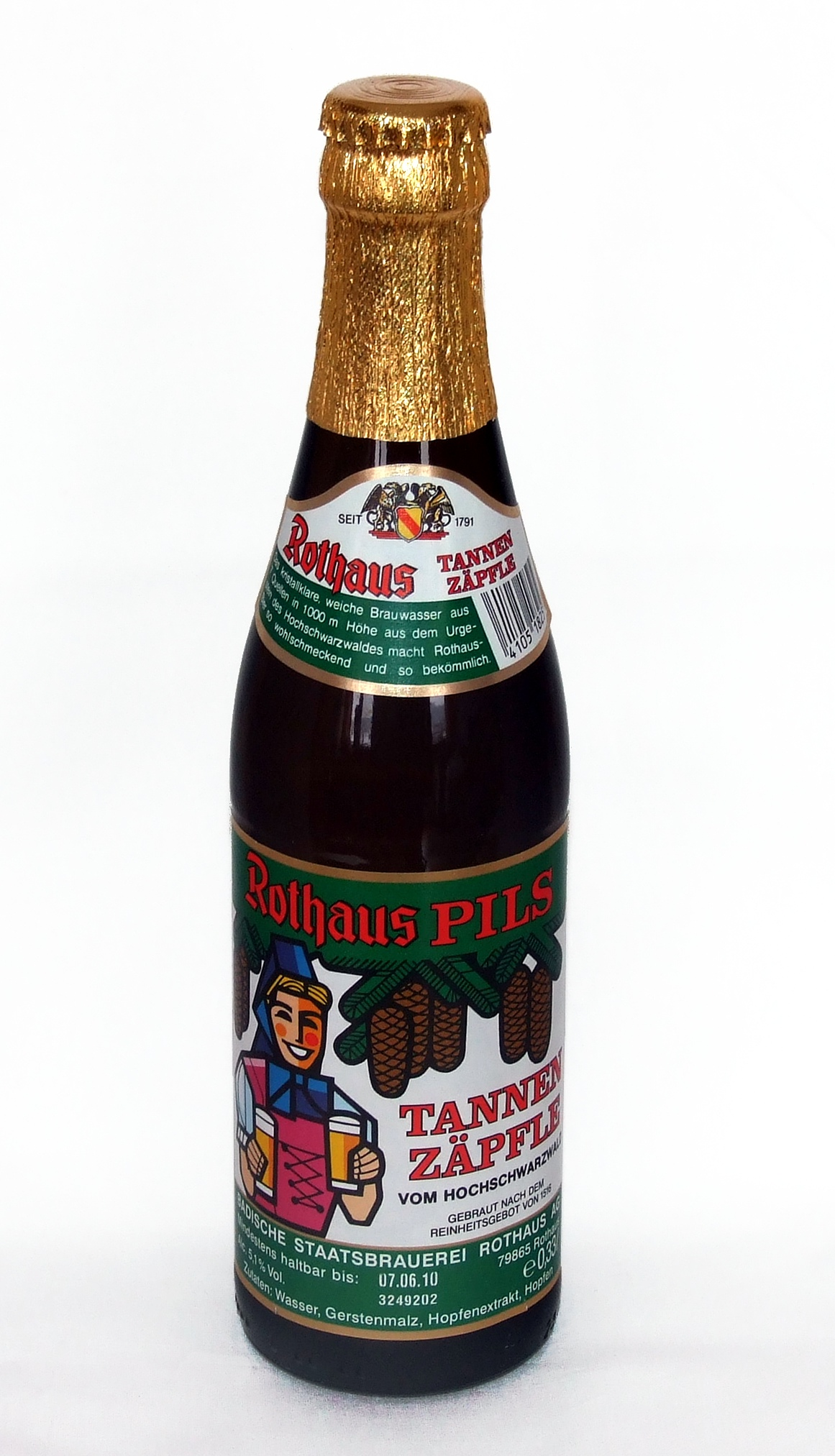
Flasche Tannenzäpfle

Die folgenden Sorten werden als Flaschenbier (0,33-Liter und teilweise 0,5-Liter) angeboten:
- Tannenzäpfle (Pils, auch alkoholfrei)
- Weizenzäpfle (Hefeweizen, auch alkoholfrei)
- Eiszäpfle (Märzen Export)
- Schwarzwald Zäpfle (naturtrüb, früher: Schwarzwald Maidle)
- Radlerzäpfle (auch alkoholfrei)

Im Jubiläumsjahr 2016 wurde das naturtrübe unfiltrierte Bier Schwarzwald Maidle in der 0,33-Liter-Flasche angeboten. Außerdem trugen einige Pils-Flaschen (sowohl die 0,5-Liter-Flasche, als auch das Tannenzäpfle) zum Jubiläum ein traditionelles Etikett.
Pils und Hefeweizen gibt es außerdem in Fünf-Liter-Fässern mit integriertem Zapfhahn.
Das erfolgreichste Produkt ist das in 0,33-Liter-Flaschen abgefüllte Rothaus Pils Tannenzäpfle, abgekürzt Zäpfle.
Seit 2009 produziert Rothaus in Zusammenarbeit mit der Destillerie Kammer-Kirsch aus Karlsruhe-Mühlburg kleine Mengen Single Malt Whisky, der mittlerweile mit Sahne veredelt auch als Rothaus Whisky Cream angeboten wird.

### Etikett
Auf allen Flaschen ist ein blondes Schwarzwaldmädel in typischer Tracht abgebildet, das in jeder Hand ein Glas Bier hält. Rothaustrinker haben ihr den fiktiven Namen Biergit Kraft gegeben; der Name entstand aus der alemannischen Aussprache der Phrase „Bier git (= gibt) Kraft“. Die Brauerei verwendet ihn inzwischen in der Werbung.
Das Etikett der Tannenzäpfle-Flaschen zeigt zusätzlich sieben Tannenzapfen. Hierbei ist auffallend, dass die namengebenden Tannenzapfen auf dem Etikett hängend abgebildet werden, während sie auf Zweigen der Gattung Abies (Tanne) aufrecht stehen. In der mündlichen Überlieferung wird dies damit begründet, dass die Flaschen beim Trinken wieder auf dem Kopf stehen. In Wirklichkeit ist auf dem Etikett wohl die im Schwarzwald heimische Rottanne abgebildet, die als Fichtengewächs von den Zweigen hängende Zapfen besitzt.
Das heutige Tannenzäpfle-Etikett wird seit 1972 verwendet. Das Mädel und die Tannenzapfen waren bereits auf dem ersten Etikett von 1956 als fotorealistische Illustration abgebildet, das die Brauerei 2006 zum 50-jährigen Bestehen der Marke in kleiner Auflage erneut auf die Flaschen klebte.

### Werbung

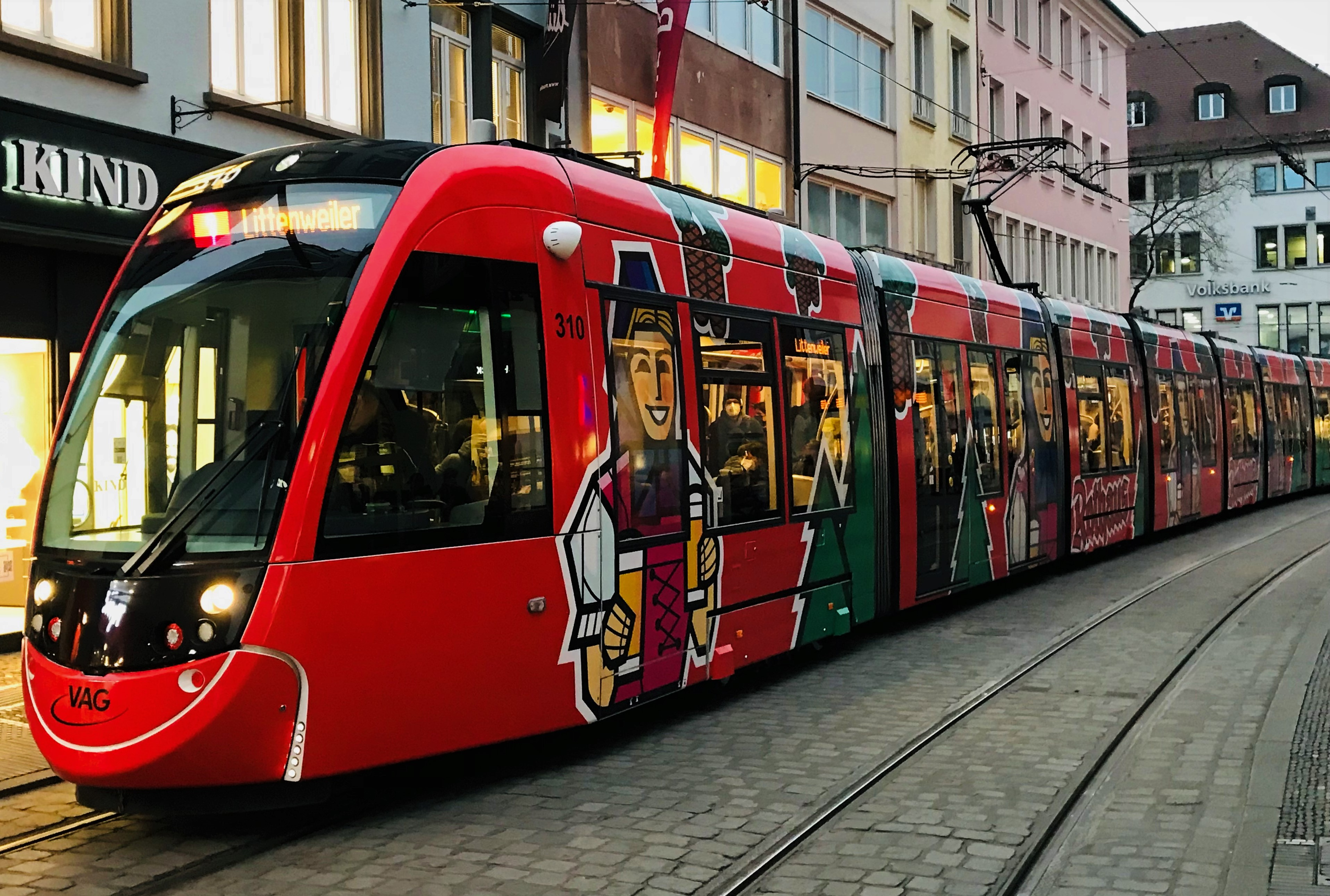
Rothaus-Straßenbahn (CAF Urbos) der Freiburger Verkehrs AG (VAG)

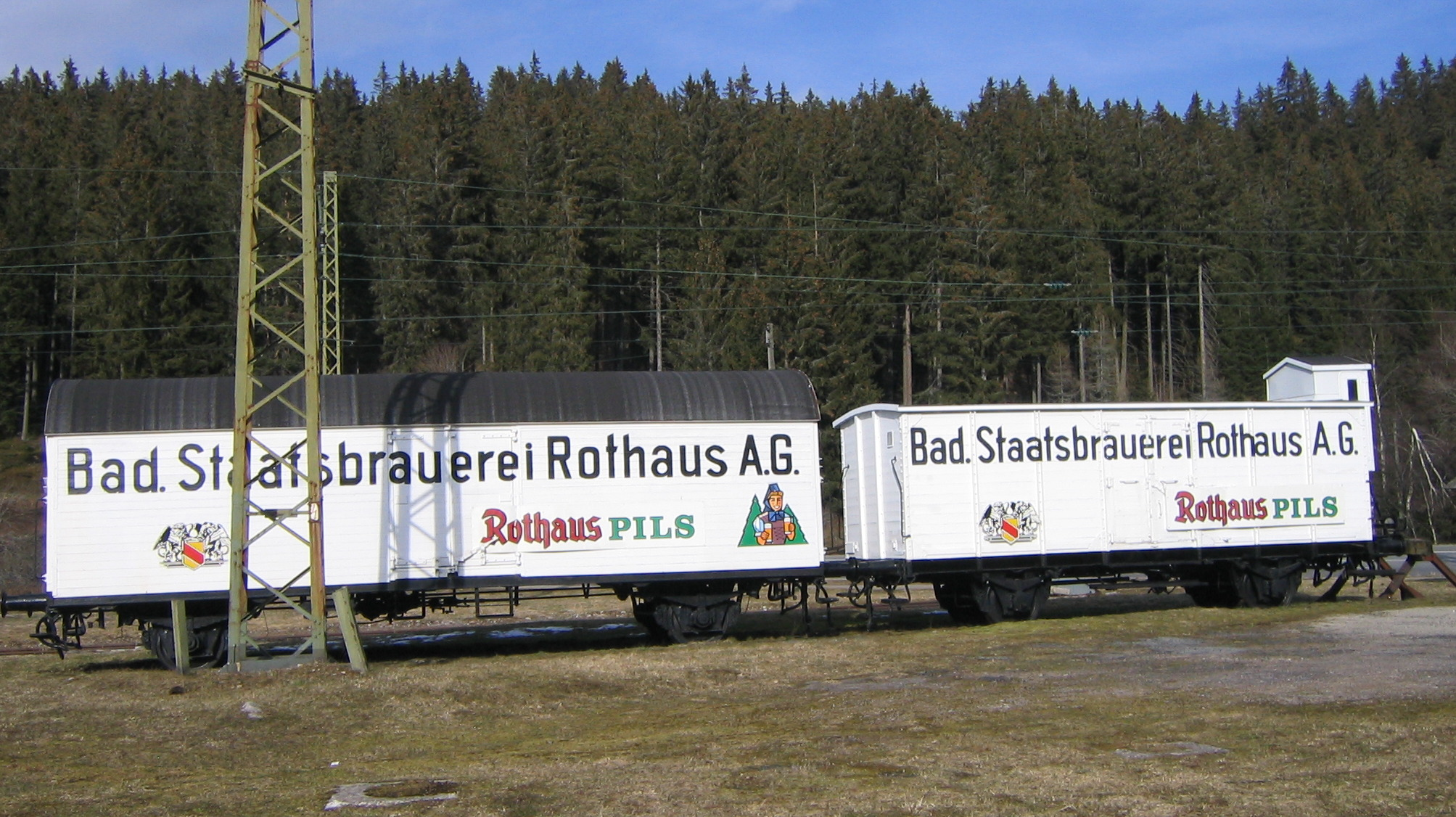
Ehemalige Bierkühlwagen (Privatgüterwagen) der Rothaus-Brauerei, rechts der ex DB 546062P (Fuchs 1927), der als Werbeträger in Seebrugg erhalten ist

Die Werbeaktivitäten der Brauerei Rothaus decken die Bundesländer Baden-Württemberg, Rheinland-Pfalz, Nordrhein-Westfalen, Hamburg und Hessen ab. Das Unternehmen sponsert u. a. die Sportvereine SC Freiburg, Karlsruher SC und Wölfe Freiburg sowie diverse Veranstaltungen im Land, zudem war es zeitweise Hauptsponsor der Handballer der HSG Konstanz.  Rothaus hat die Namensrechte an der Veranstaltungshalle der Messe Friedrichshafen (Rothaus Halle), der Messe Freiburg (Rothaus-Arena 2007 bis 2016) und an der Parkanlage der Messe Stuttgart (Rothauspark) erworben. Die Brauerei war bis Ende 2014 Hauptsponsor des Radsportteams Rothaus sowie bis 2012 Titelsponsor der Rothaus Regio-Tour.
Rothaus war am Bau des Rothaus-Zäpfle-Turms in Höchenschwand beteiligt und besitzt zwei Eisenbahn-Bierkühlwagen, die als Dauerwerbung an der Bundesstraße 500 in Seebrugg abgestellt sind – an der Stelle, wo die Straße nach Rothaus abzweigt.
Die Region der Brauerei mit dem Hauptort Grafenhausen vermarktet sich seit 2006 unter der Marke „Rothauser Land – Meine Ferienregion im Schwarzwald“. Zum Rothauser Land gehören die Hauptorte Grafenhausen und Ühlingen-Birkendorf. In das Logo der Ferienregion ist der Schriftzug der Brauerei als Wiedererkennungsmerkmal aufgenommen worden.

## Klimapositiv 2030
Die Badische Staatsbrauerei Rothaus AG hat sich zum Ziel gesetzt, bis zum Jahr 2030 klimapositiv zu produzieren. Dies bedeutet, dass das Unternehmen mehr Kohlenstoffdioxid (CO₂) einsparen wird, als es verursacht. Der „Cradle-to-Gate“-Ansatz von Rothaus umfasst die Produktionskette. Ziel ist es, CO₂-Emissionen zu vermeiden und überschüssige Energie sinnvoll weiterzuverwenden, beispielsweise durch die Abgabe an benachbarte Unternehmen. Bereits in der Vergangenheit hat Rothaus Maßnahmen für den Klimaschutz umgesetzt. Dazu zählen die Nutzung von Solarthermie, die Teilnahme an der Klimawin BW sowie der Einsatz von Ökostrom. Im Jahr 2020 wurde in Zusammenarbeit mit der Hochschule Rottenburg eine Treibhausgasbilanz für das Unternehmen erstellt, die als Grundlage für weitere Maßnahmen dient.